# چک‌بویز
چک‌بویز (به انگلیسی: CzechBoys) یک استودیوی فیمهای بزرگسالان، سایت بزرگسالان و تهیه‌کننده محتوای بزرگسالان در پورنوگرافی گی است. چک‌بویز در سال ۱۹۹۹ توسط پاوِل رادا تأسیس شد و در پراگ، جمهوری چک مستقر است. وبسایت اصلی شرکت، CzechBoys.com، در قالب یک مجله آنلاین شهوانی همجنسگرایانه ارائه می‌شود که در آن موضوعات جدید به صورت روزانه منتشر می‌شود. اکثر مدل‌ها و هنرمندان در محتویات عکس و ویدئوی چک‌بویز، مردان جوان دگرجنسگرایی از اروپای شرقی اند که به عنوان گی برای پول فعالیت می‌کنند.

## ویدئوگرافی جزئی
- Twink Party (Vol. 1-7)